# Leut
Leut je jedna od najstarijih veslarica na jedra hrvatske obale, česta kod Neretvana i Omišana, a tijekom vremena raširila se po čitavom Jadranu. Obično se dijeli na manje (do 8,5 metara) i veće (do 15 metara), nosivosti od 6 do 8 tona (ribe). Ima šest vesala, sličan je gajeti, ali puno masivnije građen. Paluba mu je pokrivena, ima snažnu kobilicu, a trup mu je u središnjem dijelu zaobljen. Jarbol se nalazi na 1/3 duljine s latinskim jedrom s jednom kratnicom. Od svih drugih brodova se razlikuje po tome što na pramcu ima skočnicu dugu do 1,2 metara. Posadu čini 7-8 ljudi, a kao ribarski brod u predmotorno doba imao je do 14 članova posade. Nema brzinu, ali je izuzetno otporan na jak vjetar i valove.

## Vanjske poveznice
- Leut Hrvatska tehnička enciklopedija, portal hrvatske tehničke baštine. LZMK